# Пинета Ривијера (Казерта)
Пинета Ривијера је насеље у Италији у округу Казерта, региону Кампанија.
Према процени из 2011. у насељу је живело 224 становника. Насеље се налази на надморској висини од 6 м.